# 趣味バカ
『趣味バカ』（しゅみバカ）は、サンテレビで2013年10月4日から2018年9月まで毎週土曜日21:30 - 22:00に放送されていた趣味バラエティ番組。

## 概要
番組のコンセプトは“日本一敷居の低い趣味番組”。メイン企画では、毎回趣味に精通したタレントが出演。
自身の趣味を実践する姿を通して、初心者にも分かりやすく基礎知識やその魅力をレクチャーしていく。
普通の趣味番組と比べバラエティ色が強く、スタッフの悪乗りした演出が目立っている。
2014年10月（#49～#50）の番組中にリニューアル。ドランクドラゴン鈴木拓の提案で番組のサブタイトルが“アジア一敷居の低い趣味番組”に変更したが、内容は特に変わっていない。2015年4月11日（#72）からは“環太平洋一敷居の低い趣味番組”。

## 放送リスト
| 2013年 | 2013年         | 2013年                             | 2013年                                | 2013年                                   | 2013年 |
| 回数   | 放送日（SUN）  | メイン企画                         | 趣味バカ                              | ミニコーナー                             |        |
| ------ | -------------- | ---------------------------------- | ------------------------------------- | ---------------------------------------- | ------ |
| 第1回  | 2013年10月4日  | SEASON. 1 「海釣り」               | 鈴木拓（ドランクドラゴン）            | 【割引き券ブラリ旅 in 神戸】 スギちゃん  |        |
| 第2回  | 2013年10月11日 | SEASON. 1 「海釣り」               | 鈴木拓（ドランクドラゴン）            | 【割引き券ブラリ旅 in 神戸】 スギちゃん  |        |
| 第3回  | 2013年10月18日 | SEASON. 1 「海釣り」               | 鈴木拓（ドランクドラゴン）            | 【割引き券ブラリ旅 in 神戸】 スギちゃん  |        |
| 第4回  | 2013年10月25日 | SEASON. 2 「スキューバダイビング」 | 小峠英二（バイきんぐ）                | 【割引き券ブラリ旅 in 神戸】 スギちゃん  |        |
| 第5回  | 2013年11月1日  | SEASON. 2 「スキューバダイビング」 | 小峠英二（バイきんぐ）                | 【割引き券ブラリ旅 in 神戸】 スギちゃん  |        |
| 第6回  | 2013年11月8日  | SEASON. 2 「スキューバダイビング」 | 小峠英二（バイきんぐ）                | 【割引き券ブラリ旅 in 神戸】 スギちゃん  |        |
| 第7回  | 2013年11月15日 | SEASON. 2 「スキューバダイビング」 | 小峠英二（バイきんぐ）                | 【割引き券ブラリ旅 in 神戸】 スギちゃん  |        |
| 第8回  | 2013年11月22日 | SEASON. 2 「スキューバダイビング」 | 小峠英二（バイきんぐ）                | 【割引き券ブラリ旅 in 神戸】 スギちゃん  |        |
| 第9回  | 2013年11月29日 | SEASON. 3 「キャンプ in 淡路島」   | スギちゃん ゲスト：たけだバーベキュー | -                                        |        |
| 第10回 | 2013年12月6日  | SEASON. 3 「キャンプ in 淡路島」   | スギちゃん ゲスト：たけだバーベキュー | 【割引き券ブラリ旅2 in 神戸】 小島よしお |        |
| 第11回 | 2013年12月13日 | SEASON. 3 「キャンプ in 淡路島」   | スギちゃん ゲスト：たけだバーベキュー | 【割引き券ブラリ旅2 in 神戸】 小島よしお |        |
| 第12回 | 2013年12月20日 | 特別編 「ボートレース」            | 千鳥 村上文香（NMB48）                | -                                        |        |
| 第13回 | 2013年12月27日 | SEASON. 3 「キャンプ」             | スギちゃん ゲスト：たけだバーベキュー | 【割引き券ブラリ旅2 in 神戸】 小島よしお |        |

| 2014年 | 2014年         | 2014年                                                        | 2014年 | 2014年 | 2014年 |
| 回数   | 放送日（SUN）  | メイン企画                                                    | 趣味バカ | ミニコーナー |        |
| ------ | -------------- | ------------------------------------------------------------- | --- | --- | ------ |
| 第14回 | 2014年1月10日  | くだらない未公開VTR祭り                                       | くだらない未公開VTR祭り | 小島よしお |        |
| 第15回 | 2014年1月24日  | SEASON. 4 「スノーボード」                                    | はまぐちコントサークル 濱口優（よゐこ） 篠宮暁（オジンオズボーン） 片山裕介（ヒカリゴケ） 平岡佐智男（コーヒールンバ） 菊地正志（ワンワンニャンニャン） | - |        |
| 第16回 | 2014年1月31日  | SEASON. 4 「スノーボード」                                    | はまぐちコントサークル 濱口優（よゐこ） 篠宮暁（オジンオズボーン） 片山裕介（ヒカリゴケ） 平岡佐智男（コーヒールンバ） 菊地正志（ワンワンニャンニャン） | 【割引き券ブラリ旅2 in 神戸】 小島よしお |        |
| 第17回 | 2014年2月7日   | SEASON. 4 「スノーボード」                                    | はまぐちコントサークル 濱口優（よゐこ） 篠宮暁（オジンオズボーン） 片山裕介（ヒカリゴケ） 平岡佐智男（コーヒールンバ） 菊地正志（ワンワンニャンニャン） | 【割引き券ブラリ旅2 in 神戸】 小島よしお |        |
| 第18回 | 2014年2月14日  | SEASON. 4 「スノーボード」                                    | はまぐちコントサークル 濱口優（よゐこ） 篠宮暁（オジンオズボーン） 片山裕介（ヒカリゴケ） 平岡佐智男（コーヒールンバ） 菊地正志（ワンワンニャンニャン） | 【割引き券ブラリ旅2 in 神戸】 小島よしお |        |
| 第19回 | 2014年2月21日  | SEASON. 5 「川釣り&海釣り」                                   | 鈴木拓（ドランクドラゴン） | 【割引き券ブラリ旅2 in 神戸】 小島よしお |        |
| 第20回 | 2014年2月28日  | SEASON. 5 「川釣り&海釣り」                                   | 鈴木拓（ドランクドラゴン） | 【昨日の晩ご飯の残り物下さい in 神戸】 山内健司（かまいたち） 島田玲奈（NMB48）                                                                                              |        |
| 第21回 | 2014年3月7日   | SEASON. 5 「川釣り&海釣り」                                   | 鈴木拓（ドランクドラゴン） | 【昨日の晩ご飯の残り物下さい in 神戸】 山内健司（かまいたち） 島田玲奈（NMB48）                                                                                              |        |
| 第22回 | 2014年3月14日  | 特別編２-前編- 「バンジージャンプ in 茨城」                   | 小峠英二（バイきんぐ） 片山裕介（ヒカリゴケ） お侍ちゃん                                                                                                | 【昨日の晩ご飯の残り物下さい in 神戸】 山内健司（かまいたち） 島田玲奈（NMB48）                                                                                              |        |
| 第23回 | 2014年3月21日  | 特別編３-前編- 「ボートレース」                               | 児嶋一哉（アンジャッシュ） 山内健司（かまいたち） 村上文香（NMB48）                                                                                     | - |        |
| 第24回 | 2014年3月28日  | 特別編2&3-後編- 「バンジージャンプ in 茨城」&「ボートレース」 | 小峠英二（バイきんぐ） 片山裕介（ヒカリゴケ） お侍ちゃん 児嶋一哉（アンジャッシュ） 山内健司（かまいたち） 村上文香（NMB48）                            | - |        |
| 第25回 | 2014年4月12日  | 引っ越し記念SP                                                | 濱口優（よゐこ） 片山裕介（ヒカリゴケ） | - |        |
| 第26回 | 2014年4月19日  | SEASON. 6 「サーフィン in 伊勢」                              | 木下隆行（TKO） | 【昨日の晩ご飯の残り物下さい in 神戸】 山内健司（かまいたち） 島田玲奈（NMB48）                                                                                              |        |
| 第27回 | 2014年4月26日  | SEASON. 6 「サーフィン in 伊勢」                              | 木下隆行（TKO） | 【昨日の晩ご飯の残り物下さい in 神戸】 山内健司（かまいたち） 島田玲奈（NMB48）                                                                                              |        |
| 第28回 | 2014年5月3日   | SEASON. 6 「サーフィン in 伊勢」                              | 木下隆行（TKO） | 【昨日の晩ご飯の残り物下さい in 神戸】 山内健司（かまいたち） 島田玲奈（NMB48）                                                                                              |        |
| 第29回 | 2014年5月10日  | SEASON. 6 「サーフィン in 伊勢」                              | 木下隆行（TKO） | 【昨日の晩ご飯の残り物下さい in 神戸】 山内健司（かまいたち） 島田玲奈（NMB48）                                                                                              |        |
| 第30回 | 2014年5月17日  | SEASON. 7 「ドライブ in 房総半島」                            | 児嶋一哉（アンジャッシュ） 平子祐希（アルコ&ピース） 伊藤みう（アーマーガールズ）                                                                       | 【季節外れの怖い話】 はまぐちコントサークル 濱口優（よゐこ） 篠宮暁（オジンオズボーン） 片山裕介（ヒカリゴケ） 平岡佐智男（コーヒールンバ） 菊地正志（ワンワンニャンニャン） |        |
| 第31回 | 2014年5月24日  | SEASON. 7 「ドライブ in 房総半島」                            | 児嶋一哉（アンジャッシュ） 平子祐希（アルコ&ピース） 伊藤みう（アーマーガールズ）                                                                       | 【季節外れの怖い話】 はまぐちコントサークル 濱口優（よゐこ） 篠宮暁（オジンオズボーン） 片山裕介（ヒカリゴケ） 平岡佐智男（コーヒールンバ） 菊地正志（ワンワンニャンニャン） |        |
| 第32回 | 2014年5月31日  | SEASON. 7 「ドライブ in 房総半島」                            | 児嶋一哉（アンジャッシュ） 平子祐希（アルコ&ピース） 伊藤みう（アーマーガールズ）                                                                       | 【季節外れの怖い話】 はまぐちコントサークル 濱口優（よゐこ） 篠宮暁（オジンオズボーン） 片山裕介（ヒカリゴケ） 平岡佐智男（コーヒールンバ） 菊地正志（ワンワンニャンニャン） |        |
| 第33回 | 2014年6月7日   | 第1回趣味バカ総選挙                                           | 小峠英二（バイきんぐ） | 【季節外れの怖い話】 はまぐちコントサークル 濱口優（よゐこ） 篠宮暁（オジンオズボーン） 片山裕介（ヒカリゴケ） 平岡佐智男（コーヒールンバ） 菊地正志（ワンワンニャンニャン） |        |
| 第34回 | 2014年6月14日  | SEASON. 8 「キャンプ in 奈良」                                | 小峠英二（バイきんぐ） ゲスト：たけだバーベキュー | 【季節外れの怖い話】 はまぐちコントサークル 濱口優（よゐこ） 篠宮暁（オジンオズボーン） 片山裕介（ヒカリゴケ） 平岡佐智男（コーヒールンバ） 菊地正志（ワンワンニャンニャン） |        |
| 第35回 | 2014年6月21日  | SEASON. 8 「キャンプ in 奈良」                                | 小峠英二（バイきんぐ） ゲスト：たけだバーベキュー | 【季節外れの怖い話】 はまぐちコントサークル 濱口優（よゐこ） 篠宮暁（オジンオズボーン） 片山裕介（ヒカリゴケ） 平岡佐智男（コーヒールンバ） 菊地正志（ワンワンニャンニャン） |        |
| 第36回 | 2014年6月28日  | SEASON. 8 「キャンプ in 奈良」                                | 小峠英二（バイきんぐ） ゲスト：たけだバーベキュー | 【季節外れの怖い話】 はまぐちコントサークル 濱口優（よゐこ） 篠宮暁（オジンオズボーン） 片山裕介（ヒカリゴケ） 平岡佐智男（コーヒールンバ） 菊地正志（ワンワンニャンニャン） |        |
| 第37回 | 2014年7月5日   | SEASON. 9 「マリンスポーツ in 琵琶湖」                        | はまぐちコントサークル 濱口優（よゐこ） 金子学（うしろシティ） 片山裕介（ヒカリゴケ） 国沢一誠（ヒカリゴケ） 菊地正志（ワンワンニャンニャン）           | - |        |
| 第38回 | 2014年7月12日  | SEASON. 9 「マリンスポーツ in 琵琶湖」                        | はまぐちコントサークル 濱口優（よゐこ） 金子学（うしろシティ） 片山裕介（ヒカリゴケ） 国沢一誠（ヒカリゴケ） 菊地正志（ワンワンニャンニャン）           | 【どこでもエクササイズ】 小島よしお |        |
| 第39回 | 2014年7月19日  | SEASON. 9 「マリンスポーツ in 琵琶湖」                        | はまぐちコントサークル 濱口優（よゐこ） 金子学（うしろシティ） 片山裕介（ヒカリゴケ） 国沢一誠（ヒカリゴケ） 菊地正志（ワンワンニャンニャン）           | 【どこでもエクササイズ】 小島よしお |        |
| 第40回 | 2014年7月26日  | SEASON. 9 「マリンスポーツ in 琵琶湖」                        | はまぐちコントサークル 濱口優（よゐこ） 金子学（うしろシティ） 片山裕介（ヒカリゴケ） 国沢一誠（ヒカリゴケ） 菊地正志（ワンワンニャンニャン）           | 【どこでもエクササイズ】 小島よしお |        |
| 第41回 | 2014年8月2日   | SEASON. 9 「マリンスポーツ in 琵琶湖」                        | はまぐちコントサークル 濱口優（よゐこ） 金子学（うしろシティ） 片山裕介（ヒカリゴケ） 国沢一誠（ヒカリゴケ） 菊地正志（ワンワンニャンニャン）           | 【どこでもエクササイズ】 小島よしお |        |
| 第42回 | 2014年8月9日   | SEASON. 10 「ハンググライダー＆パラグライダー in 茨城」       | 橋本直（銀シャリ） 鰻和弘（銀シャリ） | 【どこでもエクササイズ】 小島よしお |        |
| 第43回 | 2014年8月16日  | SEASON. 10 「ハンググライダー＆パラグライダー in 茨城」       | 橋本直（銀シャリ） 鰻和弘（銀シャリ） | 【夏だから怖い話】 はまぐちコントサークル 濱口優（よゐこ） 金子学（うしろシティ） 片山裕介（ヒカリゴケ） 国沢一誠（ヒカリゴケ） 菊地正志（ワンワンニャンニャン）             |        |
| 第44回 | 2014年8月23日  | SEASON. 10 「ハンググライダー＆パラグライダー in 茨城」       | 橋本直（銀シャリ） 鰻和弘（銀シャリ） | 【夏だから怖い話】 はまぐちコントサークル 濱口優（よゐこ） 金子学（うしろシティ） 片山裕介（ヒカリゴケ） 国沢一誠（ヒカリゴケ） 菊地正志（ワンワンニャンニャン）             |        |
| 第45回 | 2014年8月30日  | SEASON. 11 「温泉旅&キャニオニング in 奈良」                  | スギちゃん ゲスト：たけだバーベキュー 阿井莉沙 | 【夏だから怖い話】 はまぐちコントサークル 濱口優（よゐこ） 金子学（うしろシティ） 片山裕介（ヒカリゴケ） 国沢一誠（ヒカリゴケ） 菊地正志（ワンワンニャンニャン）             |        |
| 第46回 | 2014年9月6日   | SEASON. 11 「温泉旅&キャニオニング in 奈良」                  | スギちゃん ゲスト：たけだバーベキュー 阿井莉沙 | 【夏だから怖い話】 はまぐちコントサークル 濱口優（よゐこ） 金子学（うしろシティ） 片山裕介（ヒカリゴケ） 国沢一誠（ヒカリゴケ） 菊地正志（ワンワンニャンニャン）             |        |
| 第47回 | 2014年9月13日  | SEASON. 11 「温泉旅&キャニオニング in 奈良」                  | スギちゃん ゲスト：たけだバーベキュー 阿井莉沙 | 【夏だから怖い話】 はまぐちコントサークル 濱口優（よゐこ） 金子学（うしろシティ） 片山裕介（ヒカリゴケ） 国沢一誠（ヒカリゴケ） 菊地正志（ワンワンニャンニャン）             |        |
| 第48回 | 2014年9月20日  | SEASON. 12 「海釣り（シーカヤック） in 相模湾」               | 鈴木拓（ドランクドラゴン） | 【夏だから怖い話】 はまぐちコントサークル 濱口優（よゐこ） 金子学（うしろシティ） 片山裕介（ヒカリゴケ） 国沢一誠（ヒカリゴケ） 菊地正志（ワンワンニャンニャン）             |        |
| 第49回 | 2014年9月27日  | SEASON. 12 「海釣り（シーカヤック） in 相模湾」               | 鈴木拓（ドランクドラゴン） | 【夏だから怖い話】 はまぐちコントサークル 濱口優（よゐこ） 金子学（うしろシティ） 片山裕介（ヒカリゴケ） 国沢一誠（ヒカリゴケ） 菊地正志（ワンワンニャンニャン）             |        |
| 第50回 | 2014年10月11日 | SEASON. 12 「海釣り（シーカヤック） in 相模湾」               | 鈴木拓（ドランクドラゴン） | - |        |
| 第51回 | 2014年10月18日 | SEASON. 13 「地方競馬 in 園田競馬場」                         | 児嶋一哉（アンジャッシュ） 山内健司（かまいたち） 村上文香（NMB48）                                                                                     | 【広く浅く趣味をいっぱい持とう！ テニス編】 銀シャリ |        |
| 第52回 | 2014年10月25日 | SEASON. 13 「地方競馬 in 園田競馬場」                         | 児嶋一哉（アンジャッシュ） 山内健司（かまいたち） 村上文香（NMB48）                                                                                     | 【広く浅く趣味をいっぱい持とう！ テニス編】 銀シャリ |        |
| 第53回 | 2014年11月1日  | SEASON. 13 「地方競馬 in 園田競馬場」                         | 児嶋一哉（アンジャッシュ） 山内健司（かまいたち） 村上文香（NMB48）                                                                                     | 【広く浅く趣味をいっぱい持とう！ テニス編】 銀シャリ |        |
| 第54回 | 2014年11月8日  | SEASON. 14 「島根」                                           | 小峠英二（バイきんぐ） ゲスト：高橋ユウ | 【広く浅く趣味をいっぱい持とう！ テニス編】 銀シャリ |        |
| 第55回 | 2014年11月15日 | SEASON. 14 「島根」                                           | 小峠英二（バイきんぐ） ゲスト：高橋ユウ | 【広く浅く趣味をいっぱい持とう！ テニス編】 銀シャリ |        |
| 第56回 | 2014年11月22日 | SEASON. 14 「島根」                                           | 小峠英二（バイきんぐ） ゲスト：高橋ユウ | 【広く浅く趣味をいっぱい持とう！ ゴルフ編】 銀シャリ |        |
| 第57回 | 2014年11月29日 | SEASON. 14 「島根」                                           | 小峠英二（バイきんぐ） ゲスト：高橋ユウ | 【広く浅く趣味をいっぱい持とう！ ゴルフ編】 銀シャリ |        |
| 第58回 | 2014年12月6日  | SEASON. 15 「狩り in 京都」                                   | 児嶋一哉（アンジャッシュ） 平子祐希（アルコ&ピース） 黒木ひなこ（アーマーガールズ）                                                                     | 【広く浅く趣味をいっぱい持とう！ ゴルフ編】 銀シャリ |        |
| 第59回 | 2014年12月13日 | SEASON. 15 「狩り in 京都」                                   | 児嶋一哉（アンジャッシュ） 平子祐希（アルコ&ピース） 黒木ひなこ（アーマーガールズ）                                                                     | 【広く浅く趣味をいっぱい持とう！ ゴルフ編】 銀シャリ |        |
| 第60回 | 2014年12月20日 | SEASON. 15 「狩り in 京都」                                   | 児嶋一哉（アンジャッシュ） 平子祐希（アルコ&ピース） 黒木ひなこ（アーマーガールズ）                                                                     | - |        |
| 第61回 | 2014年12月27日 | 特別編 「11年間ありがとう！ヒカリゴケ解散SP」                 | ヒカリゴケ | - |        |

| 2015年 | 2015年        | 2015年                                                   | 2015年 | 2015年                                                                 | 2015年 |
| 回数   | 放送日（SUN） | メイン企画                                               | 趣味バカ | ミニコーナー                                                           |        |
| ------ | ------------- | -------------------------------------------------------- | --- | ---------------------------------------------------------------------- | ------ |
| 第62回 | 2015年1月24日 | SEASON.16 「ウインタースポーツ編 第2弾」                 | はまぐちコントサークル 濱口優（よゐこ） ヒカリゴケ片山 菊池正志（ワンワンニャンニャン） 金子学（うしろシティ） 阿諏訪泰義（うしろシティ） | -                                                                      |        |
| 第63回 | 2015年1月31日 | SEASON.16 「ウインタースポーツ編 第2弾」                 | はまぐちコントサークル 濱口優（よゐこ） ヒカリゴケ片山 菊池正志（ワンワンニャンニャン） 金子学（うしろシティ） 阿諏訪泰義（うしろシティ） | 【広く浅く趣味をいっぱい持とう！ タップダンス編】 U字工事              |        |
| 第64回 | 2015年2月7日  | SEASON.16 「ウインタースポーツ編 第2弾」                 | はまぐちコントサークル 濱口優（よゐこ） ヒカリゴケ片山 菊池正志（ワンワンニャンニャン） 金子学（うしろシティ） 阿諏訪泰義（うしろシティ） | 【広く浅く趣味をいっぱい持とう！ タップダンス編】 U字工事              |        |
| 第65回 | 2015年2月14日 | SEASON.16 「ウインタースポーツ編 第2弾」                 | はまぐちコントサークル 濱口優（よゐこ） ヒカリゴケ片山 菊池正志（ワンワンニャンニャン） 金子学（うしろシティ） 阿諏訪泰義（うしろシティ） | 【広く浅く趣味をいっぱい持とう！ フェンシング編】 U字工事              |        |
| 第66回 | 2015年2月21日 | SEASON.16 「ウインタースポーツ編 第2弾」                 | はまぐちコントサークル 濱口優（よゐこ） ヒカリゴケ片山 菊池正志（ワンワンニャンニャン） 金子学（うしろシティ） 阿諏訪泰義（うしろシティ） | 【広く浅く趣味をいっぱい持とう！ フェンシング編】 U字工事              |        |
| 第67回 | 2015年2月28日 | SEASON. 17 「ボーリング」                                | アルコ&ピース 郡司勇 | 【広く浅く趣味をいっぱい持とう！ 将棋編】 U字工事                      |        |
| 第68回 | 2015年3月7日  | SEASON. 17 「ボーリング」                                | アルコ&ピース 郡司勇 | 【広く浅く趣味をいっぱい持とう！ 将棋編】 U字工事                      |        |
| 第69回 | 2015年3月14日 | SEASON. 17 「ボーリング」                                | アルコ&ピース 郡司勇 | 【広く浅く趣味をいっぱい持とう！ サバイバルゲーム編】 銀シャリ         |        |
| 第70回 | 2015年3月21日 | SEASON. 17 「ボーリング」                                | アルコ&ピース 郡司勇 | 【広く浅く趣味をいっぱい持とう！ サバイバルゲーム編】 銀シャリ         |        |
| 第71回 | 2015年3月28日 | 「趣味バカ緊急会議」                                     | バイきんぐ 田中卓志（アンガールズ） | -                                                                      |        |
| 第72回 | 2015年4月11日 | SEASON. 18 「東映太秦映画村」                            | バイきんぐ | 【広く浅く趣味をいっぱい持とう！ ホットヨガ編】 トレンディエンジェル   |        |
| 第73回 | 2015年4月18日 | SEASON. 18 「東映太秦映画村」                            | バイきんぐ | 【広く浅く趣味をいっぱい持とう！ ホットヨガ編】 トレンディエンジェル   |        |
| 第74回 | 2015年4月25日 | SEASON. 18 「東映太秦映画村」                            | バイきんぐ | 【広く浅く趣味をいっぱい持とう！ ホットヨガ編】 トレンディエンジェル   |        |
| 第75回 | 2015年5月2日  | SEASON. 18 「東映太秦映画村」                            | バイきんぐ | 【広く浅く趣味をいっぱい持とう！ ホットヨガ編】 トレンディエンジェル   |        |
| 第76回 | 2015年5月9日  | SEASON. 18 「東映太秦映画村」                            | バイきんぐ | 【広く浅く趣味をいっぱい持とう！ ホットヨガ編】 トレンディエンジェル   |        |
| 第77回 | 2015年5月16日 | SEASON. 19 「ツーリング in 鎌倉湘南」                    | 木下隆行（TKO） 久野Dの友達 | 【広く浅く趣味をいっぱい持とう！ ボルダリング編】 トレンディエンジェル |        |
| 第78回 | 2015年5月23日 | SEASON. 19 「ツーリング in 鎌倉湘南」                    | 木下隆行（TKO） 久野Dの友達 | 【広く浅く趣味をいっぱい持とう！ ボルダリング編】 トレンディエンジェル |        |
| 第79回 | 2015年5月30日 | SEASON. 19 「ツーリング in 鎌倉湘南」                    | 木下隆行（TKO） 久野Dの友達 | 【広く浅く趣味をいっぱい持とう！ ボルダリング編】 トレンディエンジェル |        |
| 第80回 | 2015年6月6日  | 第2回趣味バカ総選挙                                      | バイきんぐ | -                                                                      |        |
| 第81回 | 2015年6月13日 | SEASON. 20 「海釣り（シーカヤック ）&ダイビングin 沖縄」 | 鈴木拓（ドランクドラゴン） 小峠英二（バイきんぐ）                                                                                         | 【広く浅く趣味をいっぱい持とう！ マジック編】 トレンディエンジェル     |        |
| 第82回 | 2015年6月20日 | SEASON. 20 「海釣り（シーカヤック ）&ダイビングin 沖縄」 | 鈴木拓（ドランクドラゴン） 小峠英二（バイきんぐ）                                                                                         | 【広く浅く趣味をいっぱい持とう！ スカッシュ編】 銀シャリ               |        |
| 第83回 | 2015年6月27日 | SEASON. 20 「海釣り（シーカヤック ）&ダイビングin 沖縄」 | 鈴木拓（ドランクドラゴン） 小峠英二（バイきんぐ）                                                                                         | 【広く浅く趣味をいっぱい持とう！ スカッシュ編】 銀シャリ               |        |
| 第84回 | 2015年7月4日  | SEASON. 20 「海釣り（シーカヤック ）&ダイビングin 沖縄」 | 鈴木拓（ドランクドラゴン） 小峠英二（バイきんぐ）                                                                                         | 【広く浅く趣味をいっぱい持とう！ スカッシュ編】 銀シャリ               |        |
| 第85回 | 2015年7月11日 | SEASON. 20 「海釣り（シーカヤック ）&ダイビングin 沖縄」 | 鈴木拓（ドランクドラゴン） 小峠英二（バイきんぐ）                                                                                         | -                                                                      |        |
| 第86回 | 2015年7月18日 | SEASON. 20 「海釣り（シーカヤック ）&ダイビングin 沖縄」 | 鈴木拓（ドランクドラゴン） 小峠英二（バイきんぐ）                                                                                         | -                                                                      |        |
| 第87回 | 2015年7月25日 | SEASON. 20 「海釣り（シーカヤック ）&ダイビングin 沖縄」 | 鈴木拓（ドランクドラゴン） 小峠英二（バイきんぐ）                                                                                         | -                                                                      |        |
| 第88回 | 2015年7月31日 | SEASON. 20 「海釣り（シーカヤック ）&ダイビングin 沖縄」 | 鈴木拓（ドランクドラゴン） 小峠英二（バイきんぐ）                                                                                         | -                                                                      |        |

## コーナー出演
インフォマーシャル
- 阿井莉沙 - 番組ナレーションも担当
- 橋本マナミ（#9）
- 竹内渉

## スタッフ
- ナレーション：阿井莉沙
- 演出：池田哲也
- 趣味バカD：久野和洋
- 構成：前原卓磨
- AD：西方麻奈美
- CAM:小西賢輔
- 音声：遠藤拓也
- タイトル：movs.
- 編集：金塚誠（東洋レコーディング）
- MA：林壮樹（東洋レコーディング）
- 音響効果：松長芳樹（デジタルサーカス）
- OP曲：山本弓彦
- プロデューサー：花岡桂介、碓氷陽子
- 制作協力：BigFace
- 制作著作：サンテレビ、dentsu

## 放送局
| 放送対象地域 | 放送局                | 放送期間                                                 | 放送日時                     | 系列           |
| ------------ | --------------------- | -------------------------------------------------------- | ---------------------------- | -------------- |
| 兵庫県       | サンテレビ （制作局） | 2013年10月4日 - 2018年9月                                | 土曜 21:30 - 22:00           | 独立局         |
| 千葉県       | チバテレ              | 2013年10月16日 - 2018年10月18日                          | 水曜 1:00 - 1:30             | 独立局         |
| 神奈川県     | テレビ神奈川          | 2014年1月8日 -                                           | 水曜10:00 - 10:30            | 独立局         |
| 宮城県       | 仙台放送              | 2014年1月26日 -                                          | 日曜 1:35 - 2:05             | フジテレビ系列 |
| 東京都       | TOKYO MX2             | 2014年4月6日 -                                           | 日曜 1:00 - 1:30             | 独立局         |
| 埼玉県       | テレ玉                | 2014年10月7日 -                                          | 金曜 20:00 - 20:30           | 独立局         |
| 北海道       | 札幌テレビ            | 2015年1月26日 - 2015年9月27日 2016年4月2日 -2018年4月6日 | 日曜 1:55 - 2:25             | 日本テレビ系列 |
| 広島県       | 広島テレビ            | 2015年9月30日 - 2016年3月                                | 水曜 4:50 - 5:20             | 日本テレビ系列 |
| 福島県       | 福島中央テレビ        | 2016年12月04日 -                                         | 土曜 25:50 - 26:20           | 日本テレビ系列 |
| 石川県       | テレビ金沢            |                                                          | 火曜 1:34 - 2:06（月曜深夜） | 日本テレビ系列 |